# Alexandra Andrejewna Antonowa

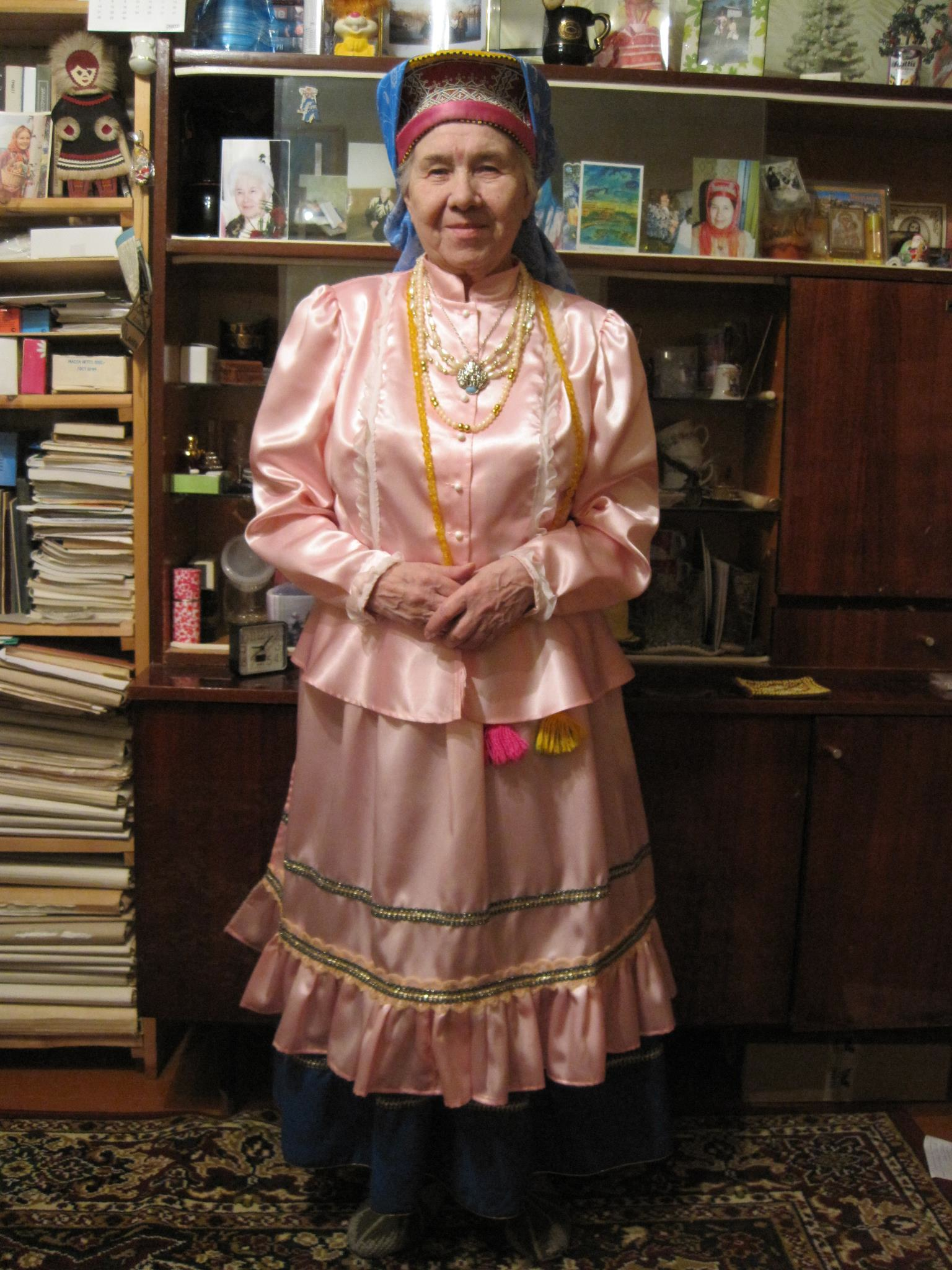
Alexandra Antonowa (2012)

Alexandra Andrejewna Antonowa (russisch Александра Андреевна Антонова; * 5. Mai 1932 in Teriberka; † 8. Oktober 2014 in Lowosero; (nordsamisch) Sandra Antonova, (kildinsamisch) Са̄нндрэ Антонова) war eine samische Schriftstellerin und Sprachaktivistin aus Russland.

## Leben
Alexandra Antonowa wurde 1956 als Lehrerin für russische Sprache und Literatur am Institut der Völker des Nordens in Leningrad examiniert. Sie kehrte auf die Halbinsel Kola zurück und arbeitete als Lehrerin im Dorf Lowosero und wurde später als Sprachaktivistin und Schriftstellerin aktiv. Sie starb in ihrem Heimatort am 8. Oktober 2014.

## Schaffen
Neben ihrer Tätigkeit als Russischlehrerin in der Internatsschule in Lowosero hat Aleksandra Antonowa auch regelmäßig als Konsultantin für Linguisten gearbeitet, z. B. für Georgi Kert in den 1980er Jahren und für ein von Jurij Konstantinowitsch Kusmenko geleitetes Sprachdokumentationsprojekt. 1976 wurde sie, gemeinsam mit dem russischen Pädagogen Boris Gluchow, in einer von Rimma Kurutsch gegründeten Arbeitsgruppe an der pädagogischen Abteilung des ZKs der KPdSU der Oblast Murmansk angestellt, um als kildinsamische muttersprachliche Lehrerin an einer neuen Schriftsprache und Lehrmaterialien für Kildinsamisch mitzuarbeiten. Gemeinsam mit Linguisten von der Akademie der Wissenschaften der UdSSR haben Antonowa und ihre Kollegen die seit 1937 nicht mehr verwendete Orthographie revidiert und eine neue schriftsprachliche Norm entwickelt. 1979 wurde diese neue kyrillische Orthographie erstmals präsentiert und in experimentellen Sprachkursen verwendet. 1982 erschien das von Antonowa verfasste ABC-Buch als erstes in der neuen Orthographie geschriebene kildinsamische Buch.
Antonowa war eine sehr produktive Schriftstellerin und Übersetzerin. Mit der kurz vor ihrem Tod erschienenen Übersetzung von Astrid Lindgrens Pippi Langstrumpf schuf sie den bisher umfangreichsten kildinsamischen literarischen Text.

## Werke
Pädagogin und Sprachaktivistin
- 1982 Samski bukwar. (Lehrbuch für Kildinsamisch) Leningrad
- 1985 Samsko-ruski slowar. (Wörterbuch Kildinsamisch-Russisch) Moskau [zus. mit Nina E. Afanassjewa, Rimma D. Kurutsch, Ekaterina I. Metschkina, Lasar D. Jakowlew, Boris A. Gluchow]
- 1990 Samski jasyk. (Lehrbuch für Kildinsamisch) Leningrad [zus. mit Oktjabrina W. Woronowa, Ekaterina N. Korkina]
- 2004 Bukwar. (Lehrbuch für Kildinsamisch, Neuausgabe v. 1982) Sankt Petersburg
- 2014 Samsko-ruski slowar. (Wörterbuch Kildinsamisch-Russisch) Murmansk

Schriftstellerin
- 2004 Piiras. (Kinderbuch auf Kildin- und Nordsamisch) Karasjok
- 2004 Kuutk. (Kinderbuch auf Kildin- und Nordsamisch) Karasjok
- 2007 Struny serdza. (Lyrik auf Russisch) Murmansk

Übersetzerin (ins Kildinsamische)
- 1996 Iisus - paarrne kaannts. (Kinderbibel auf Kildinsamisch) Stockholm
- 1996 Askold Baschanow Wiillkes puas. (Erzählung auf Kildinsamisch) Karasjok
- 2003 Nadeschda Bolschakowa Kaajne laajjh. (Erzählungen auf Kildinsamisch) Murmansk
- 2007 Iwan Matrechin Wiillkes puas. (Lyrik auf Kildinsamisch) Murmansk [zus. mit Anfissa M. Ageewa]
- 2008 Sergei Jessenin Sergei Esenin saamas. (Lyrik auf Kildinsamisch) Murmansk [zus. mit Sofia E. Jakimowitsch]
- 2013 Astrid Lindgren Taarjentsch Kukessuhk. (Pippi Langstrumpf) Murmansk

## Auszeichnungen
- 2012 Internationaler samischer Sprachpreis Gollegiella (zusammen mit Nina Afanassjewa)[5]